# 滕毅
滕毅，字仲弘，鎮江人。明朝初期政治人物。
朱元璋征討張士誠時，滕毅進見，并留在徐達幕下。后被命與楊訓文收集古代的暴政君主的事蹟以進諫。之後出任湖廣按察使，不久召還，升任吏部尚書，之後改任江西行省參政，后不久去世。